# Дидас
Дидас — правитель Пеонии во II веке до н. э.

## Биография
Дидас, правитель вассальной Македонии Пеонии, был одним из «друзей» царя Филиппа V. Он стал сторонником старшего сына Филиппа Персея, желавшего избавиться от своего брата Деметрия. Дидас сумел войти в доверие к Деметрию и узнать, что царевич решил бежать через Пеонию в Рим, где некогда содержался в заложниках, но смог найти покровителей. Об этом незамедлительно стало известно Персею и Филиппу.
Дидас пригласил Деметрия в гости. На пиру царевичу преподнесли яд, после чего у него начались страшные боли. В таком состоянии Деметрий, упрекавший отца, брата и Дидаса, был задушен подосланными убийцами.
Впоследстии Дидас со своими воинами принимал участие на стороне Персея в его войне с Римом.